# Dawsonville, Georgia
Dawsonville är administrativ huvudort i Dawson County i Georgia. Dawsonville fick officiell status som kommun den 10 december 1859. Orten fick sitt namn efter politikern William Crosby Dawson. Enligt 2010 års folkräkning hade Dawsonville 2 536 invånare.

## Kända personer från Dawsonville
- Bill Elliott, racerförare